# آدریان لامو
آدریان لامو (به انگلیسی: Adrian Lamo) (زادهٔ ۲۰ فوریه ۱۹۸۱ – درگذشتهٔ ۱۴ مارس ۲۰۱۸) تحلیل‌گر تهدید (اطلاعات) و هکر آمریکایی بود. وی به خاطر هک کردن سیستم‌های با امنیت بالا مانند نیویورک تایمز، یاهو! و مایکروسافت مشهور شد. در سال ۲۰۱۲ لامو به مسئولان آمریکایی اطلاع داد که بردلی منینگ اطلاعات طبقه‌بندی شده بسیاری را به ویکی‌لیکس منتقل کرده‌است. منینگ دستگیر شد.

## درگذشت
لامو در ۱۴ مارس ۲۰۱۸، در شهر ویچیتا، کانزاس ایالت کانزاس و در سن ۳۷ سالگی درگذشت. تقریباً سه ماه بعد، مرکز علمی پزشکی قانونی منطقه سدگویک (به انگلیسی: Sedgwick) طی گزارشی اعلام کرد که با وجود کالبد شکافی کامل و انجام آزمایش‌های تکمیلی، هیچ دلیل قطعی برای مرگ وی پیدا نشده است.
با این حال تعداد زیادی قوطی قرص در خانه وی پیدا شدند و از آنجا که قرصهای یافت شده می‌توانند در ترکیب با گیاه کراتوم (به انگلیسی: Kratom) سبب بروز اختلالات جدی در سلامت فرد شوند، بنابراین شواهد بر اوردوز اتفاقی مواد مخدر اشاره می‌کنند.